# Birine (distrito)
Birine é um distrito localizado na província de Djelfa, Argélia, e cuja capital é a cidade de mesmo nome, Birine.[carece de fontes?]